# Rafael Muiño
Rafael Muino Gamez (nascido em 11 de julho de 1975) é um atleta paralímpico espanhol que compete na modalidade de basquetebol em cadeira de rodas. Participou dos Jogos Paralímpicos de Verão de 2012 em Londres.